# 无缝塔

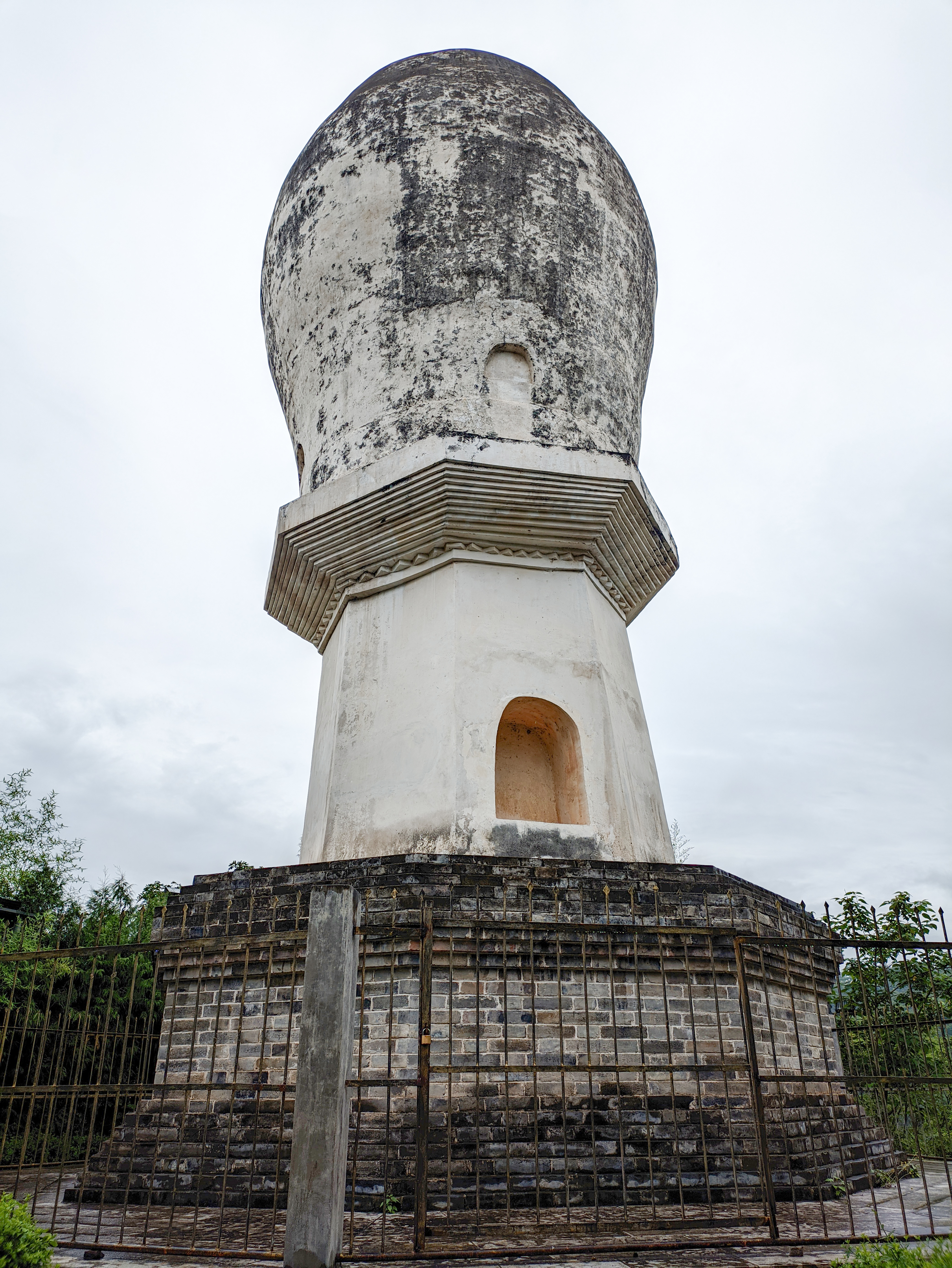
大姚白塔

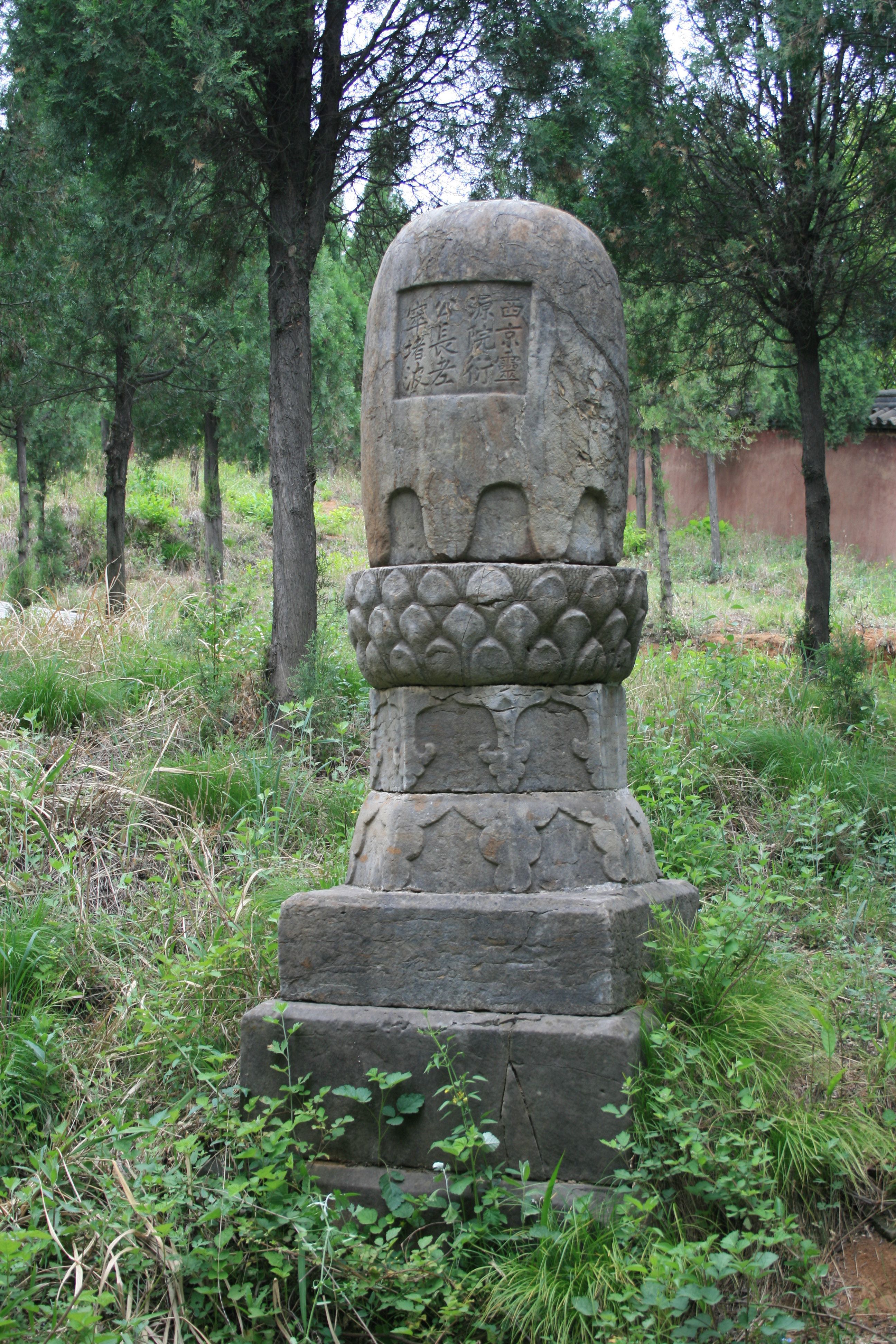
少林寺塔林“西京灵源院衍公长老窣堵坡”

无缝塔是塔的一种类型，其基本形象是在基座上安放一个圆形的塔身，塔身无层级、线脚，没有塔刹，又称卵塔。无缝塔与窣堵坡、覆钵式塔等有本质的区别，自成一个体系。一些佛教禅宗文献中有关于“无缝塔葬”的记载。
段玉明、张驭寰等学者认为无缝塔最早的实物是建于南诏的大姚白塔，因其式样也被当地人成为“罄锤塔”，是现存最大的一座无缝塔。浙江天童寺的宋代宏智禅师塔、河南少林寺塔林中金代的衍公长老塔和铸公禅师塔、河南白云寺的三座球状塔、北京潭柘寺塔林的两座砖造无铭和尚塔等也视为无缝塔。
无缝塔在日本从镰仓时代中期开始，被作为禅宗僧侣的墓石而广泛使用。自南北朝时代起，净土宗等其他佛教宗派也开始使用无缝塔作为僧侣的墓石，到了江户时代甚至被一般民众采用。